# Tresmalho
Tresmalho (1975) é um filme português de curta-metragem realizado por Ricardo Costa (cineasta). Estreia na RTP em Abril de 1975 (série Mar Limiar).

## Sinopse
É ilustrada a arte de pesca do tresmalho ou rede de emalhar (rede de dois panos em que o peixe fica preso, método utilizado desde a antiguidade). Este tipo de pesca  artesanal tem riscos ecológicos: problemas de sobrevivência juntam-se aos interesses comerciais dos distribuidores do pescado.

## Ficha técnica
- Argumento: Ricardo Costa
- Realização: Ricardo Costa
- Produção: Ricardo Costa / RTP (série Mar Limiar)
- Colaboração: Josué Falâncio
- Fotografia: Ricardo Costa
- Som: Jorge Melo Cardoso
- Montagem: Maria Beatriz
- Formato: 16 mm p/b
- Género: documentário
- Duração: 26’